# Adel Taarabt
Adel Taarabt (Fez, 24 de maio de 1989) é um futebolista marroquino que atua como médio-ofensivo. Atualmente está no Sharjah.

## Início da carreira
Foi revelado pelo Lens, da França. Essa revelação deu-se na temporada de 2006-07 quando o mesmo estreou pela equipa principal do Lens aos 17 anos de idade. O jogo de estreia foi diante do Sochaux, jogo esse realizado no dia 17 de setembro de 2006, válido pela Ligue 1. Em janeiro de 2007, Taarabt foi emprestado ao Tottenham. Fez sua estreia pelo clube londrino em jogo contra o West Ham, entrando aos 85 minutos; a partida acabou em 4 a 3 para o Tottenham. O seu segundo jogo foi na derrota por 1 a 0 para o Chelsea, novamente entrando no segundo tempo.

### Tottenham
Em 8 de junho de 2007, o Tottenham confirmou seu acordo para um contrato permanente com Taarabt. Em 7 de julho do mesmo ano, Taarabt marcou seu primeiro gol com a camisa do clube em um amistoso na pré-temporada, contra o Stevenage. Adel fez a sua primeira partida na temporada 2007-08 contra o Derby County, na vitória por 4 a 0, em 18 de agosto.

### Queens Park Rangers
Em março de 2009, foi anunciado o seu empréstimo até o fim da temporada ao Queens Park Rangers. Para a temporada 2009-10 foi novamente emprestado ao Queens Park Rangers.
No meio de 2010 foi comprado pelo Queens Park Rangers junto ao Tottenham por 4,5 milhões de libras.

### Fulham
Taarabt jogou a Premier League pelo Fulham, em um empréstimo de uma temporada, em 7 de agosto de 2013. Ele fez sua estreia pelo time em uma partida fora de casa contra o Sunderland, onde jogou os 90 minutos e marcou dois golos com apenas dois remates.

### Milan
Em 2014, Taarabt acertou com o Milan, por empréstimo. Jogou parte da temporada de 2013/2014 pelos rossoneros. No final da temporada foi devolvido para o QPR.

### Benfica
Em junho de 2015, Taarabt acertou com o Benfica sem ser pago nenhum valor, por conta, que havia uma cláusula no contrato com o QPR, que o jogador podia sair por custo zero, se o clube inglês descesse de divisão.
No clube da Luz, prometia bastante, mas os constantes problemas com dirigentes impediram-no de mostrar a sua qualidade, tendo feito apenas sete jogos na equipa B. Apesar de ter feito apenas essa quantidade de jogos pela equipa B do Benfica, Taarabt marcou um golo contra a equipa B do Sporting de Braga no primeiro minuto de jogo.

### Genoa
Não tendo espaço no Benfica, acabou sendo emprestado ao Genoa de Itália, tendo feito 30 jogos nas épocas 2016-17 e 2017-18, ainda marcou dois golos.

### Regresso ao Benfica
Na época 2018-19 regressou ao Benfica, jogando inicialmente na equipa B. No jogo da reestreia frente ao Penafiel realizado a 16 de março de 2019, Taarabt realiza duas assistências. Depois ganhou a confiança do mister Bruno Lage e ainda foi a tempo de fazer 7 jogos na equipa principal e ganhar o campeonato nacional. Na seguinte época de 2019-20 viria a afirmar-se como um médio-centro polivalente, caracterizado como um box-to-box. É também na época de 2019-20 que o referido atleta se estreou a marcar pelo Benfica, fez três assistências e jogou 38 jogos.

## Carreira Internacional
Estreou-se frente a República Checa em 2009 e desde ai marcou quatro golos. Já chegou a ser capitão de equipa no jogo amigável contra o Gabão em 2014 num jogo esse em que jogou como extremo esquerdo.

## Curiosidades e vida pessoal
Ao longo da sua carreira de cerca de 15 anos (2006-2021) , Adel Taarabt apenas recebeu 2 cartões vermelhos diretos e 1 duplo amarelo.[carece de fontes?] Esta informação anterior diz respeito aos clubes. Taarabt é praticante da fé islamica e chegou mesmo indicar  que é o fato de praticar a religião o deixa calmo. Não sente qualquer tipo de intolerância religiosa em Portugal, apesar de admitir que sente um pouco desse tipo de intolerância quando está em França.

## Títulos
Benfica
- Campeonato Português: 2018–19
- Supertaça Cândido de Oliveira: 2019

Sharjah
- Liga dos Campeões Dois da AFC: 2024–25[7]